# Неверная жена
«Неве́рная жена́» (фр. La Femme infidèle) — кинофильм режиссёра Клода Шаброля, вышедший на широких экранах в 1969 году.

## Сюжет
Элен (Стефан Одран) и Шарль Девалле (Мишель Буке) живут с сыном тихой и счастливой жизнью в богатом доме в Версале недалеко от Парижа.
Однажды, проводив гостившую у них мать, Шарль входит в дом и замечает, что Элен с кем-то говорит по телефону, затем, увидев его, как-то нервно меняет тему разговора и бросает трубку. На следующий день Шарль едет на работу в Париж, и Элен тоже решает поехать в город. В последние дни она стала часто ездить в Париж за покупками, на косметические процедуры, к парикмахеру или в кино, но очень неохотно рассказывает, чем конкретно занималась в городе. У Шарля закрадывается подозрение, что, возможно, она встречается с любовником.
Шарль является партнёром в успешной юридической фирме. Он тайно нанимает сотрудничающего с его компанией частного детектива, поручая ему в течение четырёх дней тайно проследить за Элен и выяснить имя и адрес её возможного любовника. Через четыре дня частный детектив докладывает, что Элен несколько раз в неделю посещает квартиру некоего Виктора Пегала (Морис Роне), проводя у него приблизительно по два часа. Виктор достаточно обеспечен, в настоящее время занимается писательским трудом. Детектив передаёт Шарлю фотографию и домашний адрес Виктора. Затем показывают Элен в постели Виктора, он подаёт ей кофе с булочками и рассказывает о себе, что он разведён, имеет двоих детей, за которых платит бывшей жене алименты, но видит их довольно редко.
В день, когда Элен не поехала в Париж и осталась дома, Шарль приезжает к Виктору. Он представляется мужем Элен, но просит Виктора не волноваться по этому поводу, так как в их семье практикуются открытые отношения, где каждый из супругов имеет право на самостоятельную личную жизнь. По просьбе Шарля Виктор рассказывает о своих отношениях с Элен. Он говорит, что познакомился с ней случайно, примерно две недели назад в кинотеатре. Шарль держится вежливо и внимательно слушает Виктора, затем просит Виктора показать его квартиру. Шарль видит у Виктора огромную сувенирную зажигалку, которую он подарил жене на третью годовщину их свадьбы. После того, как Виктор показывает ему кровать, на Шарля находит помутнение. Ему как будто становится плохо, затем он неожиданно хватает небольшой каменный бюст и наносит Виктору сильнейший удар по голове, после которого тот падает и мгновенно умирает.
Ещё некоторое время Шарль приходит в себя, затем аккуратно стирает все свои следы, заматывает тело в простыни, перевязывает верёвкой. Он подгоняет автомобиль к заднему крыльцу и прямо среди бела дня в пустынном спальном районе вытаскивает тело из дома и укладывает его в багажник своего автомобиля. По дороге сзади в Мерседес Шарля случайно врезается грузовик. Шарль торопится уладить все формальности, но очень быстро вокруг столкнувшихся автомобилей собирается толпа зевак и появляется полиция. Полицейский пытается открыть крышку багажника, но её заклинило от удара. В итоге Шарлю удаётся быстро подписать необходимые бумаги. Он выезжает в лес и топит тело в болоте, наблюдая, как оно медленно погружается под воду.
Шарль возвращается домой. В течение последующих двух дней Элен теряет покой и неважно себя чувствует. Пока Шарль находится на работе, к ней приходят два детектива, заявляя, что они ведут расследование исчезновения Виктора Пегала. Он не пришёл на встречу с бывшей женой и не отвечает на её звонки, в связи с чем она и подала в розыск. Имя и адрес Элен детективы обнаружили в записной книжке Виктора. Заметно волнуясь, она говорит, что едва знала Виктора и даже точно не помнит, когда последний раз с ним встречалась. Вечером она рассказывает Шарлю о визите детективов и о содержании их разговора, вновь утверждая, что едва знала Виктора Пегала. Детективы возвращаются снова, на этот раз допрашивая и Элен, и Шарля. Элен настаивает на том, что не может даже точно вспомнить, где и когда последний раз видела Виктора, Шарль же утверждает, что вообще никогда не слышал о таком человеке.
Перебирая вещи мужа, Элен случайно находит в нагрудном кармане пиджака Шарля фотографию Виктора и его адрес. Теперь она знает, что Шарль знает о её отношениях с Виктором и даже, возможно, убил его. Элен выходит во двор и сжигает фотографию. При встрече с Шарлем Элен ведёт совершенно спокойно, как будто ничего не произошло.
В заключительной сцене семья мирно проводит время в саду своего дома. На дальнем плане по дорожке к ним приближаются два детектива. Шарль говорит Элен, что «безумно любит её» и идёт навстречу полицейским. Шарль встречает их, затем показывают Элен с сыном, после чего изображение мутнеет. По реакции Шарля можно было предположить, что он ожидал того, что полиция придёт за ним.

## В ролях
- Стефан Одран — Элен Девалле
- Мишель Буке — Шарль Девалле
- Мишель Дюшоссуа — офицер полиции Дюваль
- Морис Роне — Виктор Пегала
- Луиза Шевалье — горничная
- Серж Бенто — Биньон
- Анри Марто — Поль
- Стефан Ди Наполи — Мишель Девалле
- Донателла Турри — Брижитта

## Признание
В 1970 году картина «Неверная жена» победила в номинации «Лучший иностранный фильм» Национального совета кинокритиков США.

## Ремейк
В 2002 году режиссёр Эдриан Лайн снял ремейк этого фильма под названием «Неверная», главные роли в котором исполнили Дайан Лейн и Ричард Гир.